# Aire (rivière)
Pour les articles homonymes, voir Aire.
L'Aire est une rivière française, dans les départements de la Meuse et des Ardennes, affluent droit de l'Aisne, donc un sous-affluent de la Seine par l'Oise.

## Géographie
D'une longueur de 124,8 km, elle prend sa source à Saint-Aubin-sur-Aire dans le département de la Meuse, à l'altitude 324 mètres, à deux kilomètres au sud-est de la forêt domaniale de Commercy.
Elle traverse ensuite ce département du sud au nord à la limite orientale du massif de l’Argonne, et conflue en rive droite avec l’Aisne en amont de Mouron, dans les Ardennes, par deux bras séparés d'environ 500 mètres sur les communes de Senuc et de Termes, à l'altitude 104 mètres.
Son bassin versant a une surface de 1 050 km2.
Avant d'être capturée par l'Aisne, il y a environ un million d'années, elle se jetait dans la Bar, un affluent de la Meuse.
Ce n’est pas une rivière navigable.

### Communes et cantons traversés
L'Aire traverse deux départements, trente-six communes dans sept cantons :
- Meuse
  - Saint-Aubin-sur-Aire (source), Erneville-aux-Bois, Cousances-lès-Triconville, Dagonville, Lignières-sur-Aire, Baudrémont, Gimécourt, Villotte-sur-Aire, Ville-devant-Belrain, Nicey-sur-Aire, Pierrefitte-sur-Aire, Longchamps-sur-Aire, Chaumont-sur-Aire, Courcelles-sur-Aire, Beausite, Nubécourt, Autrécourt-sur-Aire, Lavoye, Froidos, Rarécourt, Clermont-en-Argonne, Aubréville, Neuvilly-en-Argonne, Boureuilles, Varennes-en-Argonne, Montblainville, Baulny.
- Ardennes
  - Apremont, Chatel-Chéhéry, Fléville, Cornay, Saint-Juvin, Marcq, Chevières, Grandpré, Senuc (confluence).

Soit en termes de cantons, l'Aire prend sa source dans le canton de Commercy, traverse les canton de Pierrefitte-sur-Aire, canton de Vaubecourt, canton de Seuil-d'Argonne, canton de Clermont-en-Argonne, canton de Varennes-en-Argonne et conflue dans le canton de Grandpré.

### Toponymes
L'Aire a donné son hydronyme aux neuf communes suivantes - toutes dans la Meuse - de Autrécourt-sur-Aire, Chaumont-sur-Aire, Courcelles-sur-Aire, Lignières-sur-Aire, Longchamps-sur-Aire, Nicey-sur-Aire, Pierrefitte-sur-Aire, Saint-Aubin-sur-Aire, Villotte-sur-Aire.
Deux autres lieux-dits, Beauzée-sur-Aire, village de Beausite et Fleury-sur-Aire village de Nubécourt, ont aussi repris l'hydronyme.

### Bassin versant
L'Aire traverse neuf zones hydrographiques H110, H111, H112, H113, H114, H115, H116, H117, H118 pour 1 050 km2 de superficie totale. Ce bassin versant est constitué à 71,15 % de « territoires agricoles », à 27,62 % de « forêts et milieux semi-naturels », à 1,25 % de « territoires artificialisés ».

### Organisme gestionnaire
L'organisme gestionnaire est le SM3A ou syndicat mixte d'Aménagement de l'Aire et de ses affluents.

## Affluents
Selon le SANDRE, l'Aire possède quarante-un affluents et un bras dont (d'amont en aval) :
- l'Ezrule (rive gauche), 17,7 km ;
- le Flabussieux (rive droite), 8,1 km ;
- la Cousances (rive droite), 28,8 km ;
- la Buante (rive droite) 17,8 km ;
- l'Exermont (rive droite), 8,4 km ;
- l'Agron (rive droite), 24,4 km.

## Hydrologie
L'Aire est une rivière abondante, comme la plupart des cours d'eau issus de la partie ouest de la région Grand Est (Argonne).

### L'Aire à Chevières
Son débit a été observé sur une période de 49 ans (1960-2008), à Chevières, localité du département des Ardennes, située peu avant son confluent avec l'Aisne. Le bassin versant de la rivière y est de 1 000 km2, soit presque sa totalité qui fait 1 043 km2.
Le module de la rivière à Chevières est de 13,6 m3/s.
L'Aire présente des fluctuations saisonnières de débit pas trop importantes pour la région, avec des hautes eaux d'hiver portant le débit mensuel moyen à un niveau situé entre 21,9 et 27,5 m3/s, de décembre à mars inclus (avec un maximum en janvier), et des basses eaux d'été, de juin à début octobre, avec une baisse du débit moyen mensuel allant jusqu'à 3,49 et 3,41 m3/s aux mois d'août et de septembre. Cependant les fluctuations peuvent être plus prononcées sur de plus courtes périodes, et les niveaux fluctuent d'après les années.

### Étiage ou basses eaux
À l'étiage, le VCN3 peut chuter jusque 0,42 m3/s, en cas de période quinquennale sèche, ce qui est fort bas, mais assez fréquent dans les régions orientales de la France.

### Crues
Les crues peuvent être assez importantes, mais sans atteindre les valeurs parfois catastrophiques que l'on peut observer plus à l'est sur le plateau lorrain. Ainsi le débit instantané maximal enregistré a été de 240 m3/s le 1er janvier 1995, tandis que la valeur journalière maximale était de 190 m3/s le 21 décembre 1993.
Le QIX 10 est de 160 m3/s, le QIX 20 de 180 m3/s et le QIX 50 de 210 m3/s. Les QIX 2 et QIX 5 valent quant à eux respectivement 100 et 140 m3/s. D'où il ressort que la crue de janvier 1995 dont il a été question plus haut, était plus que cinquantennale, peut-être centennale, et dans tous les cas exceptionnelle.

### Lame d'eau et débit spécifique
Au total, l'Aire est une rivière abondante, alimentée par des précipitations généreuses dans la région du massif de l'Argonne. La lame d'eau écoulée dans son bassin versant est de 431 millimètres annuellement, ce qui est élevé, largement supérieur à la moyenne d'ensemble de la France (320 millimètres par an), mais surtout à la moyenne de la totalité du bassin de la Seine (220 millimètres par an). Le débit spécifique de la rivière (ou Qsp) atteint de ce fait le chiffre élevé de 13,6 litres par seconde et par kilomètre carré de bassin.

### Débit à la confluence
À son confluent, l'Aire a un débit supérieur à celui de l'Aisne. En effet les mesures effectuées sur l'Aisne à Mouron, en aval du confluent, donnent à l'Aisne un débit moyen de 23,9 m3/s (calculés sur une période de 56 ans et une surface de 2 280 km2), dont 13,6 m3/s pour le débit de l'Aire.

### Débits des cours d'eau du bassin de l'Aire
| Nom       | Localité   | Débits en m3/s | Débits en m3/s | Débits en m3/s | Débits en m3/s | Débits en m3/s | Débits en m3/s | Débits en m3/s | Côte max (m) | Max. instant. | Max. journ. | Lame d'eau (mm) | Surface (km2) |
| Nom       | Localité   | Module         | VCN3 (étiage)  | QIX 2          | QIX 5          | QIX 10         | QIX 20         | QIX 50         | Côte max (m) | Max. instant. | Max. journ. | Lame d'eau (mm) | Surface (km2) |
| --------- | ---------- | -------------- | -------------- | -------------- | -------------- | -------------- | -------------- | -------------- | ------------ | ------------- | ----------- | --------------- | ------------- |
|           |            |                |                |                |                |                |                |                |              |               |             |                 |               |
| Aire      | Beausite   | 3,74           | 0,140          | 31             | 42             | 49             | 56             | 65             | 2,39         | 78,7          | 48,6        | 420             | 282           |
| Cousances | Aubréville | 2,53           | 0,047          | 26             | 34             | 40             | 45             | 52             | 2,62         | 46            | 35,2        | 483             | 166           |
| Aire      | Varennes   | 9,04           | 0,250          | 71             | 92             | 110            | 120            | 140            | 3,76         | 158           | 145         | 457             | 627           |
| Agron     | Verpel     | 1,79           | 0,120          | 14             | 18             | 20             | 23             | -              | 3,33         | 24,2          | 17,6        | 426             | 133           |
| Aire      | Chevières  | 13,6           | 0,420          | 100            | 140            | 160            | 180            | 210            | 3,49         | 240           | 190         | 431             | 1 000         |
|           |            |                |                |                |                |                |                |                |              |               |             |                 |               |